# Reza Sardar Fakher Hekmat
Reza Sardar Fakher Hekmat (en persan : رضا سردار فاخر حکمت) est un homme politique iranien né à Téhéran vers 1891 et mort le 15 mars 1978 dans cette même ville. Il a été le 54e Premier ministre de l'Iran.